# Corps Franconia Würzburg
Das Corps Franconia Würzburg ist eine Studentenverbindung im Würzburger Senioren-Convent. Als Corps im Kösener Senioren-Convents-Verband (KSCV) steht Franconia zu Mensur und Couleur. Die „Würzburger Franken“ sind grundsätzlich männliche Studenten und Alumni der Julius-Maximilians-Universität Würzburg und der Technische Hochschule Würzburg-Schweinfurt.

## Couleur und Wahlspruch
Die Studentenverbindung hat die Farben apfelgrün-pfirsichrot mit goldener Perkussion, dazu tragen die Mitglieder eine apfelgrüne Studentenmütze. Die Fuchsfarben sind apfelgrün-weiß. Der Wahlspruch lautet Fortuna virtutis comes! Der Wappenspruch ist Ensis sit noster vindex!. Bis 1873 wurde das Band – anders als üblich – über die linke Schulter getragen.

## Geschichte

### Gründungszeit
Das heutige Corps Franconia wurde am 26. Juli 1805 als Fränkische Landsmannschaft von den Studenten Laurentius Bartenstein und Christoph Stepf an der Universität Würzburg gegründet. Die Verbindung gilt damit als eines der ältesten noch bestehenden Corps. Hervorgegangen ist die Studentenverbindung wohl aus der älteren „Germania“, die 1803 erstmals sicher nachgewiesen ist, und gleichfalls überwiegend Studenten aus Franken hatte. In den Anfangsjahren durften der Verbindung maximal 12 Corpsburschen angehören, was nicht zur Reception zugelassene Mitglieder 1811 zum Austritt veranlasste. Teile von ihnen waren später an der Gründung des Corps Moenania Würzburg beteiligt. Nicht recipierte Renoncen wurden nach Ablauf des Studiums zu Renoncenphilistern, diesen wurde nach Aufgabe des Numerus clausus 1873 die Corpsschleife verliehen. Mitglieder waren auch an der Stiftung des Corps Franconia Tübingen beteiligt, mit dem in Folge von 1826 bis 1855 ein Kartell bestand.
Durch königliche Verordnung vom 31. Juli 1827 stellte die bayerische Regierung allen Studentenverbindungen, die ihre Statuten und Mitgliederlisten einreichen, die Duldung in Aussicht. Franconia erhielt am 14. August 1828 die offizielle Genehmigung. Aus Mangel an geeigneten Mitgliedern war sie jedoch von 1835 bis 1845 suspendiert. Nach der Rekonstitution 1845 musste sie erneut um die ministerielle Genehmigung einkommen, die am 28. August 1846 erteilt wurde.

### 1848–1920
Während der Revolutionszeit 1848 waren die aktiven Mitglieder der Franconia in der Studentenwehr organisiert, die zur Aufrechterhaltung der öffentlichen Ordnung herangezogen wurde. Sie bildeten gemeinsam mit „Mainländern“ und „Nassauern“ eine Kompanie. Am 18. Mai 1849 stürmten und demolierten Soldaten des in Würzburg stationierten 12. Infanterie-Regiments mit einigen Chevaulegers die Frankenkneipe in der Bierbrauerei von L. Bauch an der Ecke Neubaustraße/Schönthalstraße. Eine allgemeine Studentenversammlung forderte daraufhin Genugtuung. Als zwei weitere Studenten (Mitglieder des Corps Bavaria) von Soldaten verletzt wurden, beschloss die Studentenschaft einstimmig den Auszug nach Wertheim, an dem mit Ausnahme der Theologen nahe zu alle Studierenden der Universität teilnahmen. Der Senior der Franken, August Köth, gehörte zu den Wortführern. Erst nach Verlegung des 12. Infanterie-Regiment aus Würzburg erfolgte am 25. Mai die Rückkehr in die Universitätsstadt.
Am 15. Februar 1859 beschlossen Franconia und Rhenania als damals einzige Corps im Würzburger Senioren-Convent den Beitritt zum Kösener Senioren-Convents-Verband (KSCV), bemühte sich jedoch in den 1860er Jahren im Verbund mit Moenania um Schaffung eines eigenen Verbandes der süddeutschen Lebenscorps. Das Vorhaben scheiterte am Widerstand der Corps anderer bayerischer Universitätsstädte. 1873 wandelte sich das bisherige Lebenscorps Franconia schließlich in ein Waffencorps um und erlaubte damit seinen Mitgliedern die gleichzeitige Mitgliedschaft in anderen Corps. Franconia gehört zu den Mitbegründern des Bayerischen Kartells zwischen den Corps Franconia Würzburg, Bavaria Erlangen und Makaria München, welches mit Athesia Innsbruck, Joannea Graz und Schacht Leoben 1920 zum noch heute bestehenden Süddeutschen Kartell erweitert wurde. Später traten noch Littuania Königsberg und Borussia Berlin hinzu.

### Das Corps in der Zeit des Nationalsozialismus
Angesichts zunehmender Repression durch den NS-Staat stellte Franconia 1936 den Aktivenbetrieb ein. Die Alten Herren unterstützten ab 1938 teilweise die Kameradschaft Albrecht der Bär, die ihren Sitz auf dem Haus der „Nassauer“ hatte.
1950 wurde das Corps offiziell restituiert und nahm wieder den Aktivenbetrieb auf. 1985 war Franconia präsidierendes Vorortcorps im KSCV und stellte den Vorsitzenden des oKC.

## Corpshäuser
Das Corps kaufte 1905 die Ostberg’sche Villa in der Sonnenstraße und wandelte sie in ein Corpshaus um. Am 16. März 1945 erlitt es bei einem alliierten Bombenangriff auf Würzburg Schäden. An seiner Stelle erwarb die Altherrenschaft 1953 die 1932 im Bauhausstil erbaute Villa Marbe und baute sie ebenfalls zum Corpshaus um.

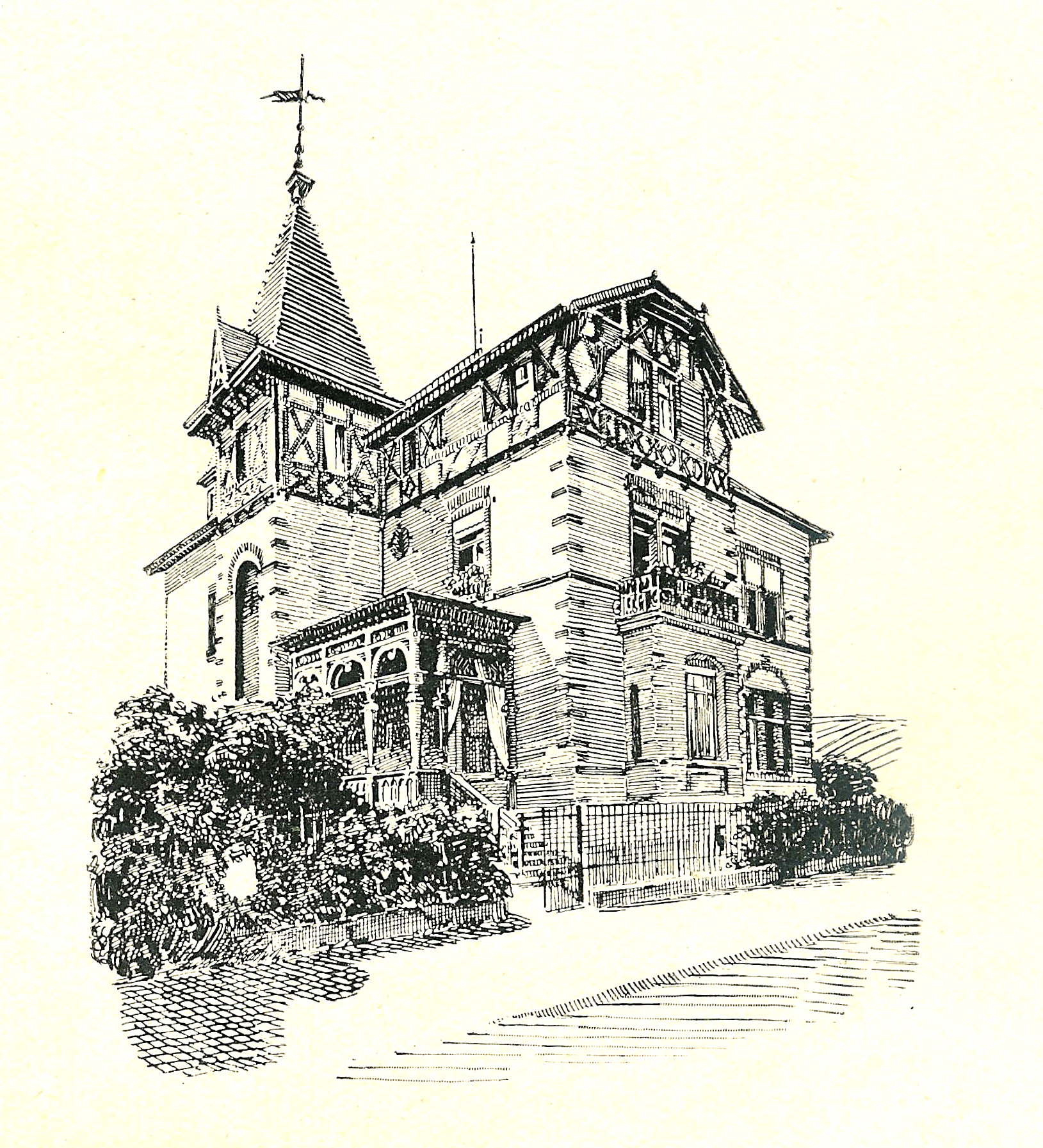
Früheres Corpshaus in der Sonnenstraße
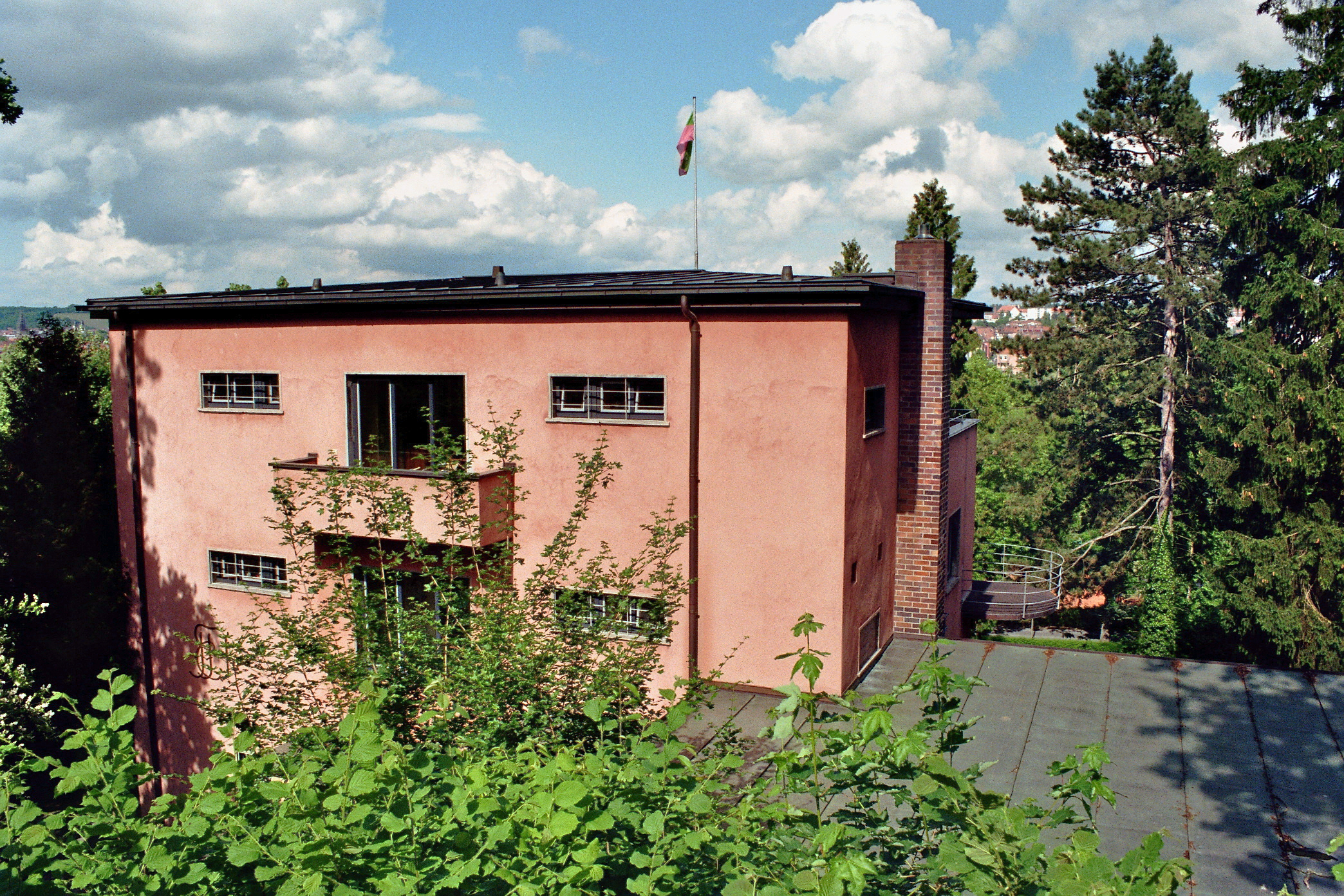
Heutiges Corpshaus vom Judenbühlweg
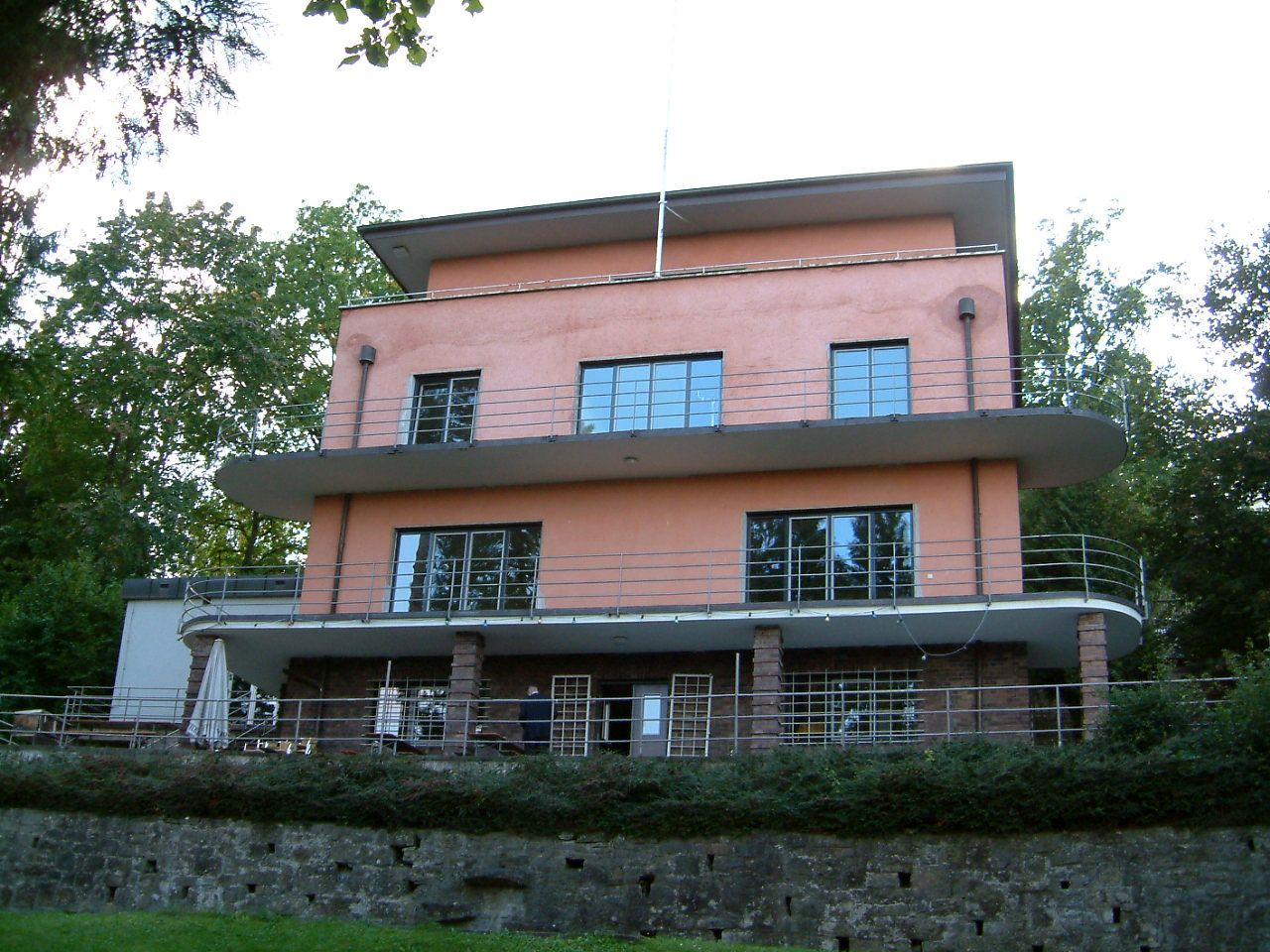
Heutiges Corpshaus von der Mergentheimer Straße

## Verhältniscorps

### Kartelle
- Bavaria Erlangen
- Makaria München
- Joannea
- Athesia Innsbruck
- Schacht
- Borussia Berlin

### Vorstellungsverhältnisse
- Hubertia Freiburg (2008)
- Littuania (2001 erloschen)

## Bekannte Mitglieder
- Alois Alzheimer (1864–1915), Arzt
- Ernst von Bibra (1806–1878), Naturforscher und Schriftsteller
- Friedrich von Bothmer (1805–1886), General der Infanterie in der Bayerischen Armee
- Karl von Dalwigk, Landrat in Oppeln
- Karl von Göb (1787–1870), Generalverwalter der Bayerischen Posten und Eisenbahnen und königlich bayerischer Geheimrat
- Julius Dreschfeld (1845–1907), deutsch-britischer Pathologe
- Adam Friedreich (um 1799–1859), Mitglied des Vorparlaments und Oberappellationsgerichtsrat am Bayerischen Oberappellationsgericht München
- Johann Baptist Friedreich (1796–1862), Mediziner, Gerichtsarzt und Dichter[12]
- Ludwig Fuchs von Bimbach und Dornheim (1833–1900), Bezirksamtmann des Landkreises Ingolstadt, Regierungspräsident in Niederbayern
- Valentin Fuchs (1839–1899), Rechtsanwalt, Bürgermeister von Kissingen
- Philipp Grimm (1860–1930), Rechtsanwalt, Notar und Manager
- Josef Haller (1810–1886), Publizist, Journalist und Sprichwortforscher
- Albert Hayn (1801–1863), Geburtshelfer, Rektor der Universität Königsberg
- Adam Kaspar Hesselbach (1788–1856), Anatom und Chirurg[13]
- Georg Joseph August Kollmann (1797–1839), Arzt und Botaniker
- Carl Freiherr von Künsberg-Langenstadt, Regierungspräsident von Niederbayern und der Oberpfalz, Ehrenbürger von Regensburg
- Dirk Pollert (* 1968), Hauptgeschäftsführer Hessenmetall
- Werner Premauer (1912–1996), Präsident der IHK München und Oberbayern, Aufsichtsratsvorsitzender der Bayerischen Vereinsbank
- Friedrich Rückert (1788–1866), Dichter, Begründer der deutschen Orientalistik
- Michael Schmerbach, genannt „Bachel“ (1824–1886), Arzt, Zeichner, Schriftsteller und Herausgeber[14]
- Walther Schönfeld (1888–1977), Dermatologe und Verenologe
- Hans Dietrich Schumann (1911–2001), Chirurg und Urologe
- Christian Friedrich von Stockmar (1787–1863), Arzt und Staatsmann
- Gustav Gotthilf Winkel (1857–1937), Verwaltungsjurist und Heraldiker
- Axel Zeitler, Professor für Microstructure Engineering an der University of Cambridge
- Philipp Zeitler (1901–1984), Offizier, Oberbürgermeister von Weißenfels
- Max Zeitler (1898–1949), Landrat in Mecklenburg, Oberbürgermeister von Erfurt